# Communauté de communes du Pays d'Étain
La communauté de communes du Pays d'Étain est une communauté de communes française, située dans le département de la Meuse et la région Grand Est.
La communauté, dont le siège social est à Étain, a été créée le 1er janvier 1999.

## Composition
La communauté de communes est composée des 26 communes suivantes :

| Nom                      | Code Insee | Gentilé      | Superficie (km2) | Population (dernière pop. légale) | Densité (hab./km2) |
| ------------------------ | ---------- | ------------ | ---------------- | --------------------------------- | ------------------ |
| Étain (siège)            | 55181      | Stainois     | 19,64            | 3 449 (2022)                      | 176                |
| Abaucourt-Hautecourt     | 55002      | Abaucourtois | 9,68             | 100 (2022)                        | 10                 |
| Blanzée                  | 55055      |              | 3,39             | 13 (2022)                         | 3,8                |
| Boinville-en-Woëvre      | 55057      |              | 5,65             | 77 (2022)                         | 14                 |
| Braquis                  | 55072      |              | 4,95             | 104 (2022)                        | 21                 |
| Buzy-Darmont             | 55094      | Buzéens      | 12,38            | 524 (2022)                        | 42                 |
| Châtillon-sous-les-Côtes | 55105      |              | 10,68            | 174 (2022)                        | 16                 |
| Damloup                  | 55143      |              | 5,28             | 126 (2022)                        | 24                 |
| Dieppe-sous-Douaumont    | 55153      |              | 15,06            | 193 (2022)                        | 13                 |
| Eix                      | 55171      |              | 12,06            | 262 (2022)                        | 22                 |
| Foameix-Ornel            | 55191      |              | 11,07            | 228 (2022)                        | 21                 |
| Fromezey                 | 55201      |              | 5,96             | 65 (2022)                         | 11                 |
| Gincrey                  | 55211      |              | 9,69             | 61 (2022)                         | 6,3                |
| Grimaucourt-en-Woëvre    | 55219      |              | 5,69             | 97 (2022)                         | 17                 |
| Gussainville             | 55222      |              | 10,48            | 34 (2022)                         | 3,2                |
| Herméville-en-Woëvre     | 55244      | Hermévillois | 14,64            | 221 (2022)                        | 15                 |
| Lanhères                 | 55280      |              | 4,6              | 55 (2022)                         | 12                 |
| Maucourt-sur-Orne        | 55325      |              | 6,43             | 49 (2022)                         | 7,6                |
| Mogeville                | 55339      |              | 6,37             | 74 (2022)                         | 12                 |
| Moranville               | 55356      | Moranvillois | 6,8              | 103 (2022)                        | 15                 |
| Morgemoulin              | 55357      |              | 6,85             | 107 (2022)                        | 16                 |
| Moulainville             | 55361      | Monacos      | 11,15            | 138 (2022)                        | 12                 |
| Parfondrupt              | 55400      |              | 8,53             | 42 (2022)                         | 4,9                |
| Rouvres-en-Woëvre        | 55443      |              | 16,74            | 589 (2022)                        | 35                 |
| Saint-Jean-lès-Buzy      | 55458      |              | 10,34            | 376 (2022)                        | 36                 |
| Warcq                    | 55578      |              | 4,99             | 182 (2022)                        | 36                 |

## Compétences

### Scolarité
La Codecom du Pays d'Étain a la compétence en maintenance des écoles maternelles et primaires du canton. On peut trouver :
- le groupe scolaire maternelle et primaire "Jean de la Fontaine" à Eix, ouvert à la rentrée 2005, composé, en plus de communes du canton, de Watronville et Ronvaux,
- l'école maternelle "Le Petit Prince" à Étain,
- l'école primaire "Le Grand Meaulnes" à Étain,
- l'école maternelle de Foameix-Ornel,
- le regroupement de Buzy-Darmont et Saint-Jean-lès-Buzy.

## Fonctionnement
Le Conseil communautaire est composé de 63 délégués, dont les maires des 26 communes.
Le Bureau est composé de 12 membres.

### Présidence
| Période                                  | Période    | Identité         | Étiquette | Qualité                                                                      |
| ---------------------------------------- | ---------- | ---------------- | --------- | ---------------------------------------------------------------------------- |
| Les données manquantes sont à compléter. |            |                  |           |                                                                              |
|                                          | avril 2008 | Jean Mutelet     |           | Maire de Dieppe-sous-Douaumont (1977-2008)                                   |
| avril 2008                               | avril 2014 | Jean Picart      | PCF       | Maire d'Étain (depuis 1995) Conseiller général du canton d'Étain (2001-2015) |
| avril 2014                               | En cours   | Philippe Gérardy |           | Maire de Boinville-en-Woëvre (depuis 2001)                                   |